# Fiskargränd

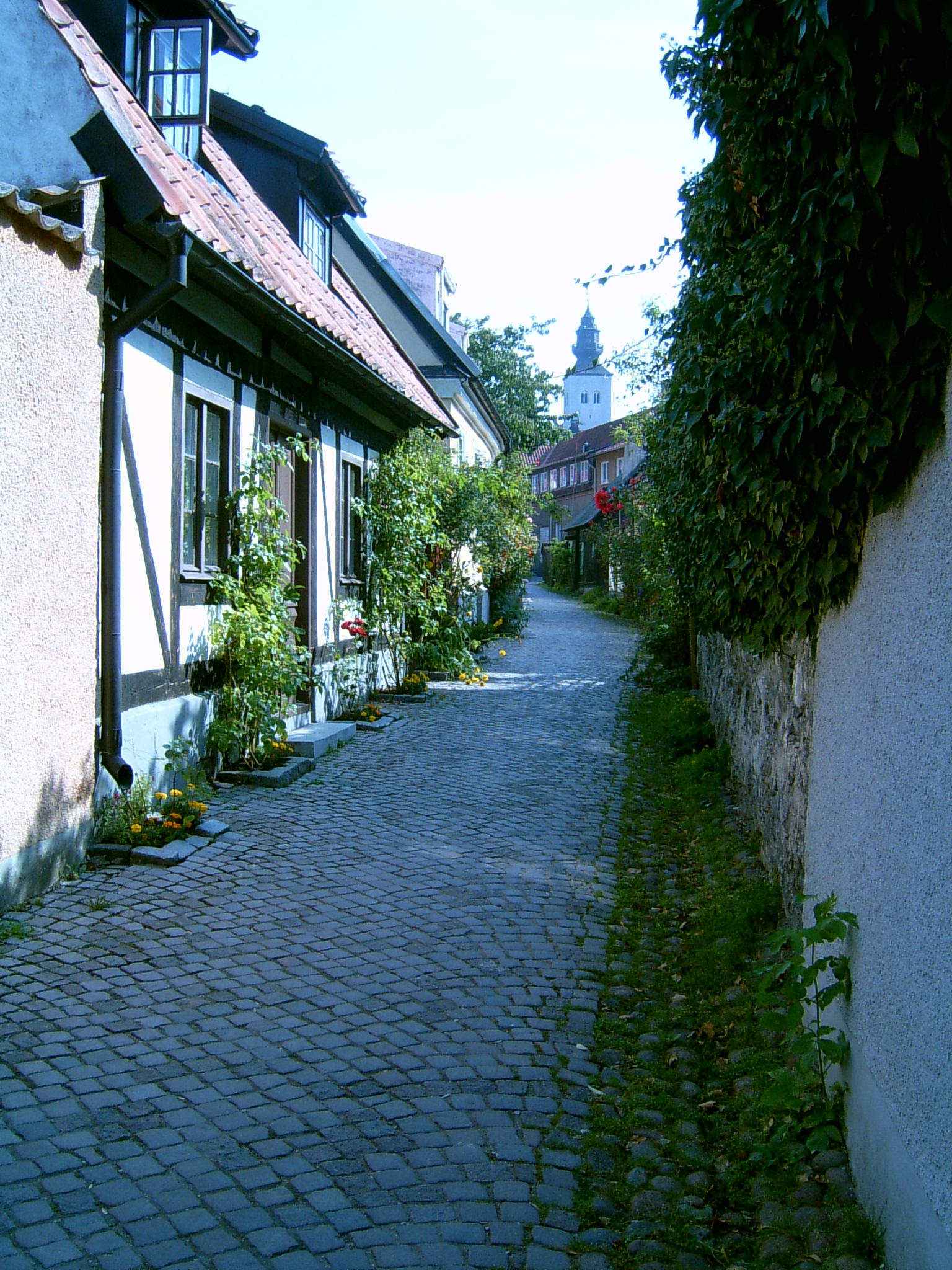
Fiskargränd med Visby domkyrka i bakgrunden.

Fiskargränd är en smal gata i Visbys innerstad som är stadens vanligaste vykortsmotiv. Området där Fiskargränd ligger har populärt kallats "Fiskareroten" från 1600-talet och framåt. Fiskargränd som gränsar till kvarteret Fiskaren har använts som gatunamn sedan 1750-talet. Klängrosor bland andra växter började planteras i början på 1940-talet vid husfasaderna i gränden som ger sinnebilden för "rosornas och ruinernas stad". Fiskargränd ligger bara runt hörnet från den Botaniska trädgården.
I december 2004 hade det lämnats ett medborgarförslag om att Fiskargränd skulle döpas om till Rosengränd. Förslagslämnaren skrev "att det inte finns några fiskar där men att det finns minst tusen rosor". Förslaget avböjdes av Gotlands kommun som inte såg tillräckligt många skäl för att byta namnet.